# 陈兰英
陈兰英（1921年—2016年），女，四川宜宾人，中国药学家，曾任北京协和医院第一任药剂科主任、教授，中国药学会常务理事。她创办了“第一届全国临床药学学习班”，开创了我国临床药学的先河。1985年她牵头与美国康州Hardford大学医院药学实验室建立合作关系，成立了药学实验室。